# Mad (Shoreline Mafia)
Mad è un singolo del gruppo musicale statunitense Shoreline Mafia pubblicato il 12 febbraio 2019.

## Tracce
1. Mad – 3:22